# توس ایرویز
توس ایرویز (انگلیسی: Tus Airways) شرکت هواپیمایی قبرسی است، که در سال ۲۰۱۶ تأسیس شد‌